# Saint-Hilaire-du-Harcouët
Saint-Hilaire-du-Harcouët település Franciaországban, Manche megyében. Lakosainak száma 3781 fő (2018. január 1.). Saint-Hilaire-du-Harcouët Grandparigny, Lapenty, Moulines, Les Loges-Marchis, Saint-Brice-de-Landelles, Monthault, Saint-Georges-de-Reintembault, Hamelin, Saint-Laurent-de-Terregatte, Isigny-le-Buat és Virey községekkel határos.

## Népesség
A település népessége az elmúlt években az alábbi módon változott:
| Lakosok száma | 3971 | 3900 | 6516 | 3912 | 3781 |
|               | 2013 | 2015 | 2016 | 2017 | 2018 |